# قرار مجلس الأمن التابع للأمم المتحدة رقم 850
قرار مجلس الأمن التابع للأمم المتحدة رقم 850، المتخذ بالإجماع في 9 تموز / يوليو 1993، بعد إعادة التأكيد على القرارات 782 (1992)، 797 (1992) و818 (1993) بشأن الحالة في موزمبيق، ناقش المجلس تنفيذ اتفاقات روما العامة للسلام وتشكيل قوات مسلحة جديدة في البلاد.
وأكد المجلس من جديد الأهمية التي يوليها لاتفاقات السلام، لكنه أعرب عن قلقه إزاء التأخير في تنفيذ بعض جوانبها. وفي الوقت نفسه، شجع وقف إطلاق النار المبرم بين حكومة موزمبيق والمقاومة الوطنية الموزمبيقية، ورحب باتفاق تمركز القوات بين موزمبيق والأمم المتحدة والنشر الكامل للعناصر العسكرية لعملية الأمم المتحدة في موزمبيق. كما تم الترحيب بانسحاب القوات من ملاوي وزيمبابوي.
ووجه المجلس الشكر إلى الممثل الخاص للأمين العام، وقائد قوة عملية الأمم المتحدة في موزمبيق، والعسكريين والمدنيين في عملية الأمم المتحدة في موزمبيق لتفانيهم في مساعدة شعب موزمبيق على تحقيق الديمقراطية في البلاد. وتم الترحيب بالتقدم المحرز في تنفيذ اتفاق السلام على الرغم من وجود مخاوف بشأن التأخيرات على وجه الخصوص في تقليص وتسريح القوات، وتشكيل وحدة عسكرية جديدة والتحضير للانتخابات التي ستجرى في موعد أقصاه أكتوبر 1994. ورحب بالاجتماع المقرر عقده بين الحكومة الموزمبيقية والمقاومة حول هذه القضايا. وحث كلا الطرفين على البدء في تقليص وتسريح قواتهما وأفرادهما العسكريين إلى نيانغا، زيمبابوي، وإرسال العناصر الأولى المدربة حديثًا من قوات الدفاع الموزمبيقية.
تمت الموافقة على توصية الأمين العام بأن تترأس عملية الأمم المتحدة اللجنة المشتركة لتشكيل قوة دفاع موزمبيق، وحث على تعاون المقاومة. وتم التأكيد على أهمية إنشاء لجنة إدارة الدولة. وفي غضون ذلك، تم الترحيب بجميع التبرعات الأجنبية لدعم عملية السلام، ولا سيما مساهمة إيطاليا في الصندوق الاستئماني.
واختتم القرار بمطالبة الأمين العام بطرس بطرس غالي بتقديم تقرير بحلول 18 آب / أغسطس 1993 عن نتائج المناقشات.